# Zijdgracht (Haarlem)
De Zijdgracht is een voormalige gracht in het centrum van de Noord-Hollandse stad Haarlem. De gracht liep vanaf de Voldersgracht en Gedempte Raamgracht tot aan de Westelijke Singelgracht of Oude Zijlsingel. In 1861 werd de gracht tegelijkertijd met de Voldersgracht en Raamgracht gedempt. Tegenwoordig bevindt zich op de plek van de gracht  het Sophiaplein. 